# Wierzchowiska Pierwsze (województwo mazowieckie)
Wierzchowiska Pierwsze – wieś sołecka w Polsce położona w województwie mazowieckim, w powiecie lipskim, w gminie Sienno.
Do 1930 roku istniała gmina Wierzchowiska. 
W latach 1975–1998 miejscowość należała administracyjnie do województwa radomskiego.

## Części wsi
| SIMC    | Nazwa                          | Rodzaj    |
| ------- | ------------------------------ | --------- |
| 1054363 | Kolonia Wierzchowiska Drugie   | część wsi |
| 1054370 | Kolonia Wierzchowiska Pierwsze | część wsi |
| 1054423 | Pastwiska                      | część wsi |
| 1054512 | Stoki                          | część wsi |
| 1054618 | Zarzecze                       | część wsi |

## Historia Wierzchowisk
W połowie XV w. wieś Wierzchowiska, w parafii Krępa, własność Czajki herbu Dębno, miała łany kmiece, z których dziesięcinę, wartości 14 grzyw., płacono plebanowi w Solcu (Długosz, L. B., II, 574).
Według registru poborowego powiatu radomskiego z r. 1569 wieś Wierzchowiska miała 23 półłanków kmiecych (1 półłanek = 15 morgów), 2 zagrodników, 2 komorników (Pawiński, Małop., 305). Wierzchowiska zaś gmina, z zarządem we wsi Krępa, ma 10825 mórg obszaru (6633 mórg włościańskich) i 3731 mieszkańców (560 protestantów, 68 żydów).
W wieku XIX Wierzchowiska opisano jako: wieś i folwark nad rzeką Krępianką. powiat iłżecki, gmina Wierzchowiska, parafia Krępa, odległe od Iłży 20 wiorst.

W 1827 r. było 37 domów, 379 mieszkańców.

W roku 1882 było tu 53 domów, 341 mieszkańców, młyn wodny.
W r. 1882 folwark Wierzchowiska rozległość mórg 425: gruntów ornych i ogrodów mórg 179, łąk mórg 8, pastwisk mórg 2, lasu mórg 40, wody mórg 5, nieużytków mórg 8; budynków murowanych 4, drewnianych 5; płodozmian 10 – polowy. Wieś Wierzchowiska osad 35, mórg 903; wieś Leszczyny osad 27, mórg 465; wieś Rafałów osad 10, mórg 179.
Sąd gminny okręgu II i stacja pocztowa w Siennie. W skład gminy wchodzą: Aleksandrów, Borowo, Bożydar, Bronisławów, Chojniak, Gozdawa, Janów, Jawor, Jawor Solecki, Jaworska Wola, Krępa-Dolna, Krępa Kościelna, Leszczyny, Maziarze, Podolany, Rafałów, Ratyniec, Rogalin, Wróblew, Wierzehówka i Zofiówka.